# Micosterol
Micosterolii ( 28 atomi carbon 2 duble legături in ciclul B) se găsesc în ciuperci, bacterii drojdii. Cel mai cunoscut este ergosterolul izolat de I Tarnet în 1908 din cornul secarei (Claviceps purpurea/Secale cornutum). Ergosterolul este cristalin, solubil în solvenți organici, insolubil în apă,  are culoare albă, se găsește în cantitate mai mare în ciuperci, drojdii și gălbenușul de ou, fiind de fapt provitamina vitaminei D2.